# Borstel-Hohenraden
Borstel-Hohenraden er en by og en kommune i det nordlige Tyskland, beliggende i Amt Pinnau under Kreis Pinneberg. Kreis Pinneberg ligger i den sydlige del af delstaten Slesvig-Holsten.

## Geografi
Borstel-Hohenraden ligger mellem landkreisens administrationsby Pinneberg, kommunen Kummerfeld og bydelen Renzel i Quickborn.
Kommunen består af landsbyerne Borstel og Hohenraden.
Gennem kommunen går Landesstraße nr. 76 der forbinder Pinneberg og Quickborn og motorvejene A 7 Hamborg-Flensborg og A 23 Hamborg-Itzehoe med hinanden.